# Agent pod przykryciem
Agent pod przykryciem (bułg. Под прикритие) – bułgarski serial dramatyczny i kryminalny reżyserii Wiktora Bożinowa, Dimityra Goczewa i Zorana Petrowskiego. Premiera serialu w Bułgarii nastąpiła na kanale BNT 1, 17 kwietnia 2011 roku. Twórcą serialu jest Dimityr Mitowski.
Film ten ukazuje realistyczny i nowoczesny przestępczy świat w Bułgarii. Co niektóre historie wzorowane są na prawdziwych wydarzeniach.
Kadry z serialu zostały użyte w teledysku do piosenki „If Love Was A Crime” Poli Genowej, która reprezentowała Bułgarię w Konkursie Piosenki Eurowizji 2016.

## Obsada

### Od pierwszego sezonu
| Aktor               | Rola |
| ------------------- | --- |
| Iwajło Zachariew    | Martin Christow – urodził się w 1985 roku w Sofii, jego matka zmarła przy porodzie, wychowywali go ojciec i babcia. Już od małego Martin wiedział, że jego ojciec to złodziej. Od ósmego roku życia pomagał mu w kradzieżach. Po jednej z nieudanej akcji jego ojciec trafił do więzienia. Trenował boks w szkole sportowej. Jest przystojny, atletyczny, błyskotliwy, chłodny i pewny siebie, świetnie opanował sztukę kłamania, może nawet oszukać wariograf. Dla niego życie to gra, w której on musi zawsze wygrać. Umie wcielać się w różne role. Jako agent był przeszkolony w specjalnej jednostce policyjnej w Tuluzie, we Francji. Martin jest agentem, wdrożony pod przykrywką w grupie najbardziej niebezpiecznego gangstera w Bułgarii. |
| Władimir Penew      | Emił Popow – urodził się w 1960 roku w Simeonowie. Ukończył Wydział Karny w Sofii. Jako zasadniczy i uczciwy oficer szybko zauważony przez przełożonych awansował w hierarchii. Obecnie Popow jest insktorem w GDBOP-ie i bezpośrednim przełożonym. Jako jedyny zna tajną misję Martina. Dawniej pracował w policji z Dżarem. Jest żonaty i ma córkę Zornicę, kocha swoją rodzinę, ale pochłonięty pracą, nie ma dla niej czasu. |
| Michaił Biłałow     | Petyr Tudżarow (Dżaro) – urodził się w rodzinie rządzącej elity. Ukończył wyższą szkołę w Moskwie. Po powrocie do Bułgarii został policjantem. Szef potężnej organizacji przestępczej. Zajmuje się wszystkim nielegalnym, na czym może zarobić pieniądze. O jego czynach przestępczych chodzą legendy, a jego prawej ręki Iwa Andonowa boi się prawie każdy. Namiętny kolekcjoner starej broni oraz obrazów, lubi oglądać westerny. Jedyny żyjący mafioza powyżej pięćdziesiątki. |
| Zachari Bacharow    | Iwo Andonow – miał stabilną, dobrą rodzinę lekarzy. Uczył się tylko w elitarnych szkołach. W dzieciństwie jego rodzice wyjechali do pracy do Izraela, a opiekowała się nim ciocia. Tak Iwo dorastał na ulicy z mnóstwem pieniędzy od rodziców, ze słabym zainteresowaniem jego ciotki. Wnet zmienił się w przestępcę, a kiedy zachwycił Dżara swoją odwagą, stał się jego prawą ręką. Jest fanem różnych frakcji terrorystycznych i zawsze myśli jak o walce wytoczonej przeciwko systemowi. Najbardziej boi się, że umrze od starości w śnie. Marzy o bohaterskiej śmierci, aby stać się legendą. Nienawidzi policji. Lubi Don Corleone z filmu „Ojciec chrzestny” i słucha The Doorsów.                                                           |
| Irena Milankowa     | Siłwija Welewa (Sunny) – urodziła się w 1985 roku w Płowdiwie. Wychowywała się z matką, jej ojciec pracował w Rosji i przyjeżdżał tylko latem. W gimnazjum była dobrą uczennicą. Często miała dwóch chłopaków jednocześnie. Chce zostać baletnicą. Poznała Dżara w teatrze, w antrakcie „Giselle”. W stolicy nie ma znajomych, jedynie kontaktuje się z partnerami Dżara. Jest piękna, seksowna, uśmiechnięta i wesoła. Lubi tańczyć, ma drogiego psa, dla którego ciągle kupuje drogie akcesoria. Ma prywatną ochronę, a szefowi często robi numery. |
| Aleksandyr Sano     | Zdrawko Kisełow (Kędzior) – urodził się na prowincji, ale od dziecka mieszka w Sofii. Już od dziecka zajmował się nielegalnym handlem. Nie błyszczy inteligencją i siłą fizyczną, często wpada w problemy, które zawsze niekonwencjonalne próbuje rozwiązać. Doświadczenie i reputacja na mieście załatwiło mu pracę u Dżara. |
| Marijan Wylew       | Rosen Gacow (Hak) – urodził się w normalnej rodzinie, jego matka jest nauczycielką, a ojciec pracownikiem budowlanym. Od małego Rosen szukał wszelkich środków, aby uciec od rodziny. Nie chciał pracować tam, gdzie tata. Zaczął uczyć się matematyki i informatyki. Ukończył Wyższą Szkołę Policyjną, a tam dostał swój przydomek Hak. Jest kudłaty, często z zarostem. Jest technicznym geniuszem w walce z mafią. Jego idolem jest Dżaro i polubił pracę z nim. Gotowy jest na wszystko, nawet wychodząc poza ramy przyzwoitości, aby przypodobać się szefowi. Odbiera telefony, sprawdza samochody i jest odpowiedzialny za podsłuchy. |
| Kirił Efremow       | Tichomir Gyrdew (Tiszo) – miał ciężkie dzieciństwo, nie ukończył szkoły. Był systematycznie maltretowany przez swojego ojca. Wraz z Nikołajem są ludźmi, którzy zbierają długi, zastraszają konkurencję, zabijają. Wykonują czarną robotę. |
| Wenciław Jankow     | Nikołaj Raszew (Niki) – jego rodzice byli skrajnie biedni. Został adoptowany do rodziny Tichomira, dlatego nazywają ich bliźniakami. |
| Milena Nikołowa     | Adrijana (Adi) – barmanka w klubie Dżara. Świetnie śpiewa. Kocha się w Iwo. |
| Dejan Donkow        | Wasił Nikołow – jego rodzice byli policjantami. Od małego chciał zostać policjantem. ukończył Wyższą Szkołę Policyjną, ale został tylko dzielnicowym. Później dołączył do GDBOP-u, gdzie poznał Emiła Popowa i zostali przyjaciółmi. Lubi żartować i grać w piłkę nożną. |
| Stanisław Janewski  | Angeł Jakimow (Galeto) – ochroniarz i szofer Dżara. |
| Płamen Manasijew    | Michaił Zarew – współpracownik Emiła Popowa. |
| Josif Szamli        | Atanas Kirow – współpracownik Emiła Popowa. |
| Luben Kynew         | Todor Todorow – jego ojciec jest generałem, dzięki niemu pracuje w policji. Współpracownik Emiła Popowa. |
| Iwo Jonczew         | Iwo Manołow – współpracownik Emiła Popowa. |
| Robert Janakijew    | Krystan Grigorow – współpracownik Emiła Popowa. |
| Sneżana Makawejewa  | Zornica Popowa – córka Emiła Popowa. |
| Lilija Maraviglia   | Margarita Popowa – żona Emiła Popowa. |
| Kojna Rusewa        | Bojana Wasilewa – adwokat, zaufana Dżara. |
| Cwetana Manewa      | Cweta Andonowa – mama Iwa Andonowa. |
| Christo Mutafczijew | Aleksandyr Mironow – przyjaciel Emiła Popowa i Petyra Tudżarowa. |
| Iwajło Christow     | Kirił – tata Martina Christowa, złodziej, siedzi w więzieniu. |
| Krasimir Dokow      | Sławow – główny szef GDBOP-u. |
| Luben Czatałow      | Bogdan Gitew – prokurator. |
| Michaił Miłczew     | Bogdan Beniszew – pracownik DANS-u (Państwowa Agencja Bezpieczeństwa Narodowego). |
| Joana Bukowska      | Ana Nedełczewa – deputowana, szantażowana przez Dżara filmem na którym uprawiała seks. |
| i inni              | |

### Od drugiego sezonu
| Aktor                | Rola                                                                          |
| -------------------- | ----------------------------------------------------------------------------- |
| Petyr Popjordanow    | Momcził Neszew – kolega Emiła Popowa, pracuje w SDWR-u, następnie w GDBOP-ie. |
| Darija Simeonowa     | Asja Pantewa – prostytutka, przyjaciółka Zornicy Popowej.                     |
| Georgi Stajkow       | Anton Damjanow – partner Dżara.                                               |
| Teodora Duchownikowa | Elica Władewa – dziennikarka, główna redaktorka gazety Dżara Now swjat.       |
| Stefan Ilijew        | Generał Penew – były pracownik bezpieczeństwa państwa.                        |
| Nikołaj Iszkow       | Siłwijo Bajczew – boss ustawiania meczów piłkarskich.                         |
| i inni               |                                                                               |

### Od trzeciego sezonu
| Aktor               | Rola                                                  |
| ------------------- | ----------------------------------------------------- |
| Władimir Wiszanski  | Krum – prawa ręka Iwa Andonowa.                       |
| Martin Radiłow      | Kałkulatora – księgowy Iwo Andonowa.                  |
| Stanisław Piształow | Czilingirow – polityk.                                |
| Bojko Krystanow     | Erol Metin – policjant, później członek grupy Faruka. |
| i inni              |                                                       |

### Od czwartego sezonu
| Aktor             | Rola                                                                               |
| ----------------- | ---------------------------------------------------------------------------------- |
| Mehmet Yulay      | Faruk – szef tureckiej mafii.                                                      |
| Jawor Bacharow    | Bardem – turecki mafioza, młodszy syn Faruka.                                      |
| Gerasim Gerow     | Gusztera – przestępca, diler narkotyków, sprzymierzeniec Dżara, wróg Iwa Andonowa. |
| Joana Temełkowa   | Nija Tudżarowa – córka Dżara i kochanka Iwa Andonowa.                              |
| Martin Smoczewski | Rafael – bezwzględny mafioza, wspólnik Iwa Andonowa.                               |
| Lubomiła Baszewa  | Mona.                                                                              |
| i inni            |                                                                                    |

## Odcinki
| Sezony | Odcinki | Pierwsza emisja   | Ostatnia emisja |
| ------ | ------- | ----------------- | --------------- |
| 1.     | 12      | 17 kwietnia 2011  | 3 lipca 2011    |
| 2.     | 12      | 20 listopada 2011 | 5 lutego 2012   |
| 3.     | 12      | 25 listopada 2012 | 17 lutego 2013  |
| 4.     | 12      | 19 stycznia 2014  | 6 kwietnia 2014 |
| 5.     | 12      | 20 marca 2016     | 4 czerwca 2016  |

## Emisja
Serial emitowany jest w:
- Albanii
- Bośni i Hercegowinie
- Chorwacji
- Czarnogórze
- Macedonii
- Rumunii
- Słowenii
- Rosji
- Stanach Zjednoczonych
- Argentynie
- Belize
- Boliwii
- Brazylii
- Chile
- Chinach
- Dominikanie
- Ekwadorze
- Francji
- Gwatemali
- Haiti
- Hondurasie
- Kolumbii
- Kostaryce
- Kubie
- Meksyku
- Niemczech
- Nikaragui
- Panamie
- Paragwaju
- Peru
- Polsce
- Portoryko
- Salwadorze
- Turcji
- Urugwaju
- Wenezueli
- Wielkiej Brytanii